# Teorema do número poligonal de Fermat
O teorema do número poligonal de Fermat diz que todo número natural é soma de, no máximo, n números poligonais. Todo número natural pode ser escrito como a soma de três ou menos números triangulares, ou quatro ou menos números quadrados, ou cinco ou menos números pentagonais, e assim sucessivamente. 17, por exemplo, pode ser escrito como:
17 = 10 + 6 + 1 (números triangulares)
17 = 16 + 1 (números quadrados)
17 = 12 + 5 (números pentagonais).
Um caso especial bem conhecido do teorema é o teorema dos quatro quadrados de Lagrange, que prova que todo número natural pode ser expresso como a soma de quatro quadrados, por exemplo, 7 = 4 + 1 + 1 + 1.
Joseph Louis Lagrange demonstrou o caso quadrado em 1770 e Carl Friedrich Gauss demonstrou o  caso triangular em 1796 e escreveu no seu caderno "ΕΥΡΗΚΑ! N = Δ + Δ + Δ", porém o teorema só foi provado de forma geral por Cauchy em 1813. Uma demonstração de Nathanson (1987) está baseada no seguinte lema dado por Cauchy:
Para números naturais ímpares {\displaystyle a} e {\displaystyle b} tais que {\displaystyle b^{2}<4a} e {\displaystyle 3a<b^{2}+2b+4} se pode encontrar números inteiros não negativos {\displaystyle s,t,u} e {\displaystyle v} tais que
{\displaystyle a=s^{2}+t^{2}+u^{2}+v^{2}} e {\displaystyle b=s+t+u+v.}